# Alexei Sergejewitsch Sutormin
Alexei Sergejewitsch Sutormin (russisch Алексей Сергеевич Сутормин; * 10. Januar 1994 in Moskau) ist ein russischer Fußballspieler.

## Karriere

### Verein
Sutormin begann seine Karriere beim Strogino Moskau. Im Januar 2007 wechselte er zum FK Chimki. Im Februar 2010 wechselte er in die Akademie von Zenit St. Petersburg. Im Januar 2013 kehrte er zu Strogino zurück. Für die Moskauer kam er zu 56 Einsätzen in der drittklassigen Perwenstwo PFL, in denen er 15 Tore erzielte.
Zur Saison 2015/16 wechselte Sutormin zum Zweitligisten Wolgar Astrachan. Im Juli 2015 debütierte er gegen Spartak-2 Moskau in der Perwenstwo FNL. In zweieinhalb Spielzeiten bei Wolgar kam er zu 92 Einsätzen in der zweithöchsten Spielklasse, in denen er 22 Tore erzielte. Im Januar 2018 wechselte er innerhalb der Liga zum FK Orenburg. Mit Orenburg stieg er am Ende der Saison 2017/18 in die Premjer-Liga auf.
Sein Debüt in der höchsten Spielklasse gab er im Juli 2018 gegen Spartak Moskau. In seiner ersten Spielzeit in der Premjer-Liga kam er zu 29 Einsätzen, in denen er acht Tore erzielte. Zur Saison 2019/20 wechselte er zum Ligakonkurrenten Rubin Kasan. Noch vor Saisonbeginn wechselte er, ohne ein Spiel für Kasan gemacht zu haben, zurück zu Zenit St. Petersburg, wo er bereits in seiner Jugend gespielt hatte. In der Saison 2019/20 absolvierte er 24 Partien für Zenit, in denen er dreimal traf. In der Saison 2020/21 kam er zu 26 Einsätzen und erzielte ebenfalls drei Tore. In der Saison 2021/22 machte der Offensivmann vier Tore in 25 Einsätzen. In der Saison 2022/23 kam Sutormin nur noch unregelmäßig zum Einsatz und absolvierte 14 Partien. In allen vier Spielzeiten bei Zenit wurde er mit den Petersburgern Meister.
In der Saison 2023/24 kam er bis zur Winterpause noch zu sieben Einsätzen, ehe er im Februar 2024 innerhalb der Liga an den FK Sotschi verliehen wurde. Für Sotschi kam er zu zehn Einsätzen in der Premjer-Liga, aus der das Team aber abstieg. Zur Saison 2024/25 kehrte Sutormin zunächst zu Zenit zurück, ehe er im August 2024 an den FK Rostow weiterverliehen wurde.

### Nationalmannschaft
Sutormin spielte zwischen März 2015 und Januar 2016 sieben Mal für die russische U-21-Auswahl. Im September 2021 stand er erstmals im Kader der A-Nationalmannschaft. Für diese debütierte er im Oktober 2021, als er in der WM-Qualifikation gegen die Slowakei in der Startelf stand.